# Comuna Gălăbovo, Stara Zagora
Gălăbovo (în bulgară Гълъбово) este o comună în regiunea Stara Zagora, Bulgaria, formată din orașul Gălăbovo și satele Aprilovo, Glavan, Iskrița, Mednikarovo, Musacevo, Mădreț, Obruciște, Pomoștnik, Razdelna și Velikovo. 

## Demografie
Componența etnică a comunei Gălăbovo
     Romi (5,74%)
     Bulgari (89,86%)
     Nicio identificare (3,74%)
     Altele (1,26%)
La recensământul din 2011, populația comunei Gălăbovo era de 13.394 locuitori. Din punct de vedere etnic, majoritatea locuitorilor (89,86%) erau bulgari, cu o minoritate de romi (5,74%). Pentru 3,74% din locuitori nu este cunoscută apartenența etnică.